# 주코트디부아르 대한민국 대사관
주코트디부아르 대한민국 대사관(프랑스어: Ambassade de la République de Corée en Côte d'Ivoire)은 1966년 코트디부아르 아비장에 개설된 대한민국 외교부 소속의 대사관이다. 이 공관은 니제르, 부르키나파소를 겸임한다.

## 역사
대한민국은 1961년 7월 23일 코트디부아르와 외교 관계를 수립했으며 1966년 2월 16일 주코트디부아르 대한민국 대사관을 설치하였으며 대한민국 주재 공관은 1997년에 개설하였다. 코트디부아르는 조선민주주의인민공화국과 1985년 1월 9일 외교 관계를 수립하고 2월에 상주 공관을 설치하였다가 1992년 12월 철수하였다.

## 같이 보기
- 주한 코트디부아르 대사관
- 대한민국의 재외공관 목록
- 코트디부아르 주재 외국공관 목록
- 대한민국-코트디부아르 관계